# 국지모
국지모(國智牟, ?~?)는 백제 무왕(武王) 때의 대신으로, 대성팔족(大姓八族) 중의 하나인 국씨(燕氏) 출신 귀족이다.

## 생애
611년 2월 수(隋)의 사신으로 파견되어 고구려-수 전쟁 발발시 백제의 출병시기를 청하였고, 이에 수 양제로부터 후한 상을 받았다.